# جورج يوحنا
جورج يوحنا (بالإنجليزية: George John)‏ (20 مارس 1987 شورلين الولايات المتحدة - ) هو لاعب كرة قدم أمريكي يلعب كمدافع.

## روابط خارجية
- جورج يوحنا على موقع الدوري الأمريكي (الإنجليزية)
- جورج يوحنا على موقع قاعدة بيانات كرة القدم.إي يو (الإنجليزية)
- جورج يوحنا على موقع Soccerway.com (الإنجليزية)
- جورج يوحنا على موقع عالم كرة القدم.نت (الإنجليزية)
- جورج يوحنا على موقع AS.com (الإسبانية)